# Testosterone propionato
Testosterone propionato (chiamato anche propionato di testosterone o commercialmente come Testovis) è una sostanza androgena e uno steroide anabolizzante (AAS) che viene utilizzato principalmente nel trattamento dei bassi livelli di testosterone negli uomini. È stato anche usato per trattare e curare il cancro al seno nelle donne. Viene somministrato per iniezione nel muscolo di solito una volta ogni due o tre giorni.
Gli effetti collaterali del propionato di testosterone comprendono i sintomi della mascolinizzazione come l'acne, la crescita dei peli corporei, i cambiamenti del tono della voce e l'aumento del desiderio sessuale. Il farmaco è un androgeno sintetico e uno steroide anabolizzante e quindi è un agonista del recettore degli androgeni (AR), il bersaglio biologico degli androgeni come il testosterone e il diidrotestosterone (DHT). Il propionato di testosterone è un estere del testosterone e un profarmaco ad azione relativamente breve del testosterone nel corpo. Per questo motivo, è considerato una forma naturale e bioidentica del testosterone.

## Storia
Il testosterone propionato fu scoperto nel 1936 e fu introdotto per uso medico nel 1937. Fu introdotto commercialmente nel 1937 dalla Schering AG in Germania con il nome Testoviron.
Fu il primo estere di testosterone ad essere commercializzato ed era la principale forma di testosterone usata in medicina fino agli anni 60. L'introduzione di esteri di testosterone ad azione prolungata come il testosterone enantato, il testosterone cipionato e il testosterone undecanoato a partire dagli anni '50 ha portato alla sostituzione del propionato di testosterone. Come tale, è usato raramente oggi. Oltre al suo uso medico, propionato di testosterone viene utilizzato per migliorare il fisico e le prestazioni sportive. Il farmaco è una sostanza controllata in molti paesi e quindi l'uso non medico è generalmente illecito.